# Takayoshi Shikida
Takayoshi Shikida (jap. 式田 高義 Shikida Takayoshi; ur. 25 listopada 1977) – japoński piłkarz występujący na pozycji pomocnika.

## Kariera klubowa
Od 1996 do 2000 roku występował w klubach JEF United Ichihara i Albirex Niigata.